# Resolução 134 do Conselho de Segurança das Nações Unidas
Resolução 134 do Conselho de Segurança das Nações Unidas, foi aprovada em 1 de abril de 1960, foi aprovada depois de uma queixa apresentada por 29 Estados-Membros sobre "a situação decorrente dos assassinatos em grande escala de manifestantes desarmados e pacíficos contra a discriminação racial e segregação na União Sul-Africana". O Conselho reconheceu que a situação foi provocada pelas políticas do governo da União Sul-Africana e que, se essas políticas continuassem eles poderiam pôr em perigo a paz e a segurança internacional.
A resolução expressou raiva do Conselho nas políticas e ações do Governo, ofereceu suas condolências às famílias das vítimas, apelou para o Governo a tomar medidas destinadas a assegurar a harmonia racial com base na igualdade e apelou para abandonar o apartheid. O Conselho solicitou, ao então, Secretário-Geral Dag Hammarskjöld em consultar com o governo da União Sul-Africana para tomar as providências para ajudar a defender os princípios da Carta e de um relatório ao Conselho sempre que necessário e adequado.
Foi aprovada com 9 votos, e com duas abstenções da França e do Reino Unido.